# Šipot
Šipot (ukrajinsky Шипіт, Šypit) je karpatský vodopád, spadá na severních svazích horského masivu Boržava, na úpatí hory Gemba. Je hydrologickou přírodní památkou místního významu. Býval zde prales (rezervace) – ten však byl vykácen ve 40. a 50. letech 20. století, v době, kdy patřil Ukrajinské sovětské socialistické republice.
Nachází se v hluboké rokli řeky Pylypec (přítok Repynky v údolí Tisy) v okrese Chust v Zakarpatská oblasti Ukrajiny, asi 10 km od vlakového nádraží ve Volovci, 6 km od obce Pylypec.
Od roku 1993 probíhá pravidelně začátkem července poblíž vodopádu neoficiální festival, na kterém se scházejí zástupci různých subkultur z Ukrajiny, Běloruska a dalších zemí. Vyvrcholení  oslav je v noci 7. července. Události v Šipotu jsou hlavním tématem knihy Трохи пітьми ukrajinského spisovatele Ljubko Dereše.